# Manuel Insaurralde
Manuel Insaurralde est un footballeur argentin né le 31 janvier 1999 à Formosa. Il évolue au poste de milieu de terrain à San Lorenzo.

## Biographie

### En club
Il rejoint le club de San Lorenzo en 2015. Il joue son premier match avec les seniors le 22 octobre 2018, contre San Martín (victoire de San Lorenzo, 2-1). 

### En sélection
Avec les moins de 20 ans, il participe au championnat sud-américain des moins de 20 ans en début d'année 2019. Lors de cette compétition, il joue quatre matchs. L'Argentine se classe deuxième du tournoi, derrière l'Équateur.

## Palmarès
- Deuxième du championnat sud-américain des moins de 20 ans en 2019 avec l'équipe d'Argentine des moins de 20 ans